# DSF Kickboxing Challenge
DSF Kickboxing Challenge, DSF – nieistniejąca polska organizacja, promująca walki kick-boxing z siedzibą w Warszawie.

## Historia
Federacja DSF Kickboxing Challenge powstała w 2014 roku z inicjatywy polskiego biznesmena Sławomira Duba, który został namówiony do wsparcia kickboxingu przez Piotra Siegoczyńskiego – pierwszego polskiego mistrza świata amatorów oraz obecnego prezesa Polskiego Związku Kickboxingu. Na początku Duba sponsorował i wspomagał kickbokserów z klubu X Fight Piaseczno. Z czasem pomysł ożywienia polskiego kickboxingu ewoluował i zachęcony dobrym odbiorem Duba postanowił stworzyć od podstaw organizację pomagającą odkrywać nad Wisłą nowe talenty mające szanse dorównać legendom polskiego sportu, które odnosiły wielkie sukcesy na europejskich i światowych ringach w latach 80. i 90. XX wieku. Pierwsza gala DSF Kickboxing Challenge odbyła się 27 września 2014 roku w Ząbkach.

## Zasady i reguły walki
Na galach DSF Kickboxing Challenge odbywają się zawodowe pojedynki kickbokserskie w formułach K-1, Full-Contact i Muay Thai. Imprezy często są wzbogacane o występy amatorów lub dzieci (Liga Młodych Wojowników). Walki w formule K-1 odbywają się na dystansie 3 × 3 min (z jedną minutą przerwy). Pojedynki Full-Contact odbywają się na dystansie 4 × 2 min. Od 2017 roku na galach DSF Kickboxing Challenge odbywają się walki w formule Muay Thai. W pierwszej z nich wystąpił Bartosz Batra, który uległ na punkty Jurijowi Żukowskiemu. Od DSF Kickboxing Challenge 11 walki mistrzowskie w K-1 rozgrywane są na dystansie 5 × 3 min.

## Sposoby wyłonienia zwycięzcy
- nokaut (KO) – wyliczenie przez sędziego ringowego po prawidłowo zadanym uderzeniu lub kopnięciu.
- techniczny nokaut (TKO) – walka może zostać przerwana na życzenie zawodnika, trenera lub lekarza. Sędzia ringowy może ten podjąć decyzję o przerwaniu nierównego pojedynku i ogłoszeniu jednego z zawodników zwycięzcą przez TKO.
- Decyzja sędziów – pojedynki ocenia trzech niezależnych sędziów, który oceniają każdą rundę osobno w systemie 10-9. Wygrywa zawodnik, który zgromadzi więcej punktów przynajmniej u dwóch sędziów.

Rodzaje decyzji – jednogłośna (3-0), niejednogłośna (2-1 lub 1-2), dwa do remisu (2-0-1, 1-0-2).
- Remis – w przypadku remisu zarządzana jest runda dodatkowa.
- Dyskwalifikacja – może nastąpić na wniosek sędziego ringowego, gdy jeden z zawodników łamie zasady walki z premedytacją lub wielokrotnie nieumyślnie (mimo ostrzeżeń). Dyskwalifikacja może nastąpić po celowym faulu, na skutek którego faulowany przeciwnik nie może dalej kontynuować walki. Inne przypadki to zachowanie zawodnika lub członków jego narożnika niezgodne z zasadami fair-play.
- No contest – walka zostaje uznana za nieodbytą (no contest), jeżeli co najmniej jeden z zawodników odniesie kontuzję, która została spowodowana nieumyślnym faulem i jednocześnie jest na tyle poważna, że sędzia ringowy zmuszony jest do przerwania pojedynku.

## Kategorie wagowe

### Męskie
- 60 kg
- 65 kg
- 71 kg
- 75 kg
- 81 kg
- 86 kg
- 91 kg
- +91 kg

### Kobiece
- 56 kg
- 60 kg
- 65 kg

### Aktualni mistrzowie
| Formuła | Kategoria       | Waga        | Mistrz                 | Od               | Obrony tytułu |
| ------- | --------------- | ----------- | ---------------------- | ---------------- | ------------- |
| K-1     | Ciężka          | ponad 91 kg | Tomasz Sarara          | 8 grudnia 2018   | 1             |
|         | Półciężka       | do 91 kg    | wakat                  |                  |               |
| K-1     | Średnia         | do 86 kg    | Maksymilian Bratkowicz | 3 lutego 2018    | 2             |
| K-1     | Junior średnia  | do 81 kg    | Kamil Jenel            | 29 września 2017 | 3             |
| K-1     | Półśrednia      | do 75 kg    | Dominik Zadora         | 26 kwietnia 2019 | 0             |
| K-1     | Lekka           | do 71 kg    | Adam Gielata           | 23 lutego 2019   | 0             |
| K-1     | Piórkowa        | do 65 kg    | Eliasz Jankowski       | 24 stycznia 2019 | 0             |
| K-1     | Piórkowa kobiet | do 65 kg    | Cristina Caruso        | 29 września 2018 | 0             |
|         | Kogucia kobiet  | do 60 kg    | wakat                  |                  |               |
|         | Musza kobiet    | do 56 kg    | wakat                  |                  |               |